# Jizi
Jizi o Qizi o kizi (Gija o Kija en coreano) fue un sabio chino semi-legendario que se dice que gobernó la Gija Joseon en el siglo XI a. C. Los primeros documentos chinos como el Libro de Documentos y los Anales de Bambú lo describieron como un pariente virtuoso del último rey de la dinastía Shang, que fue castigado por protestar con el rey. Después de que Shang fue derrocado por Zhou en la década de 1040 a. C., supuestamente dio consejos políticos al Rey Wu, el primer rey Zhou. Textos chinos de la dinastía Han (206 aC – 220 dC) en adelante afirmó que el rey Wu le dio el usufructo a Jizi como gobernante de Chaoxian (朝鮮, pronunciado "Joseon" en coreano). Según el Libro de Han (siglo I A.C.), Jizi trajo la agricultura, la sericultura y muchas otras facetas de la civilización china a Joseon. 
Gija (la pronunciación coreana de "Jizi") puede haber sido objeto de un culto estatal en Goguryeo del siglo VI, y se estableció un mausoleo para él en Koryo en 1102, pero el primer texto coreano que menciona a Gija fue el Samguk Sagi (1145). A finales del siglo XIII, Gija se integró por completo en la historia de Corea, y se la describió como el sucesor de los descendientes de Dangun en el estado del Gojoseon. Tras la expansión del neoconfucianismo en Corea en el siglo XIV, los estudiosos de la dinastía Joseon (est. 1392) promovieron a Gija como un héroe cultural que había elevado la civilización coreana al mismo nivel que China, y Gija se convirtió en una parte integral de la identidad cultural coreana. 
Sin embargo, tras el auge del nacionalismo coreano a fines del siglo XIX y principios del siglo XX, los intelectuales coreanos de separaron del orgullo tradicionalmente asociado a Gija y comenzaron a dudar de la explicación tradicional de su ataque como gobernante de Gojoseon. Shin Chaeho (1880-1936) cuestionó el alcance de las contribuciones culturales de Gija, en parte porque Gija, un chino, no encajaba en la visión de Shin de la historia coreana como la historia del minjok coreano o "nación de raza". Los estudiosos coreanos de posguerra en Corea del Norte y Corea del Sur también han criticado fuertemente la historia de la migración de Gija a Corea en el siglo XI a. C..   

### Fuentes pre-Qin

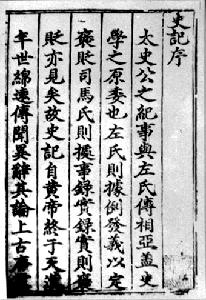
Memorias históricas (Shiji; ca 100 a. C.) de Sima Qian fue uno de los primeros trabajos en afirmar que Jizi fue ofendido por el rey Wu de Zhou como gobernante de Chaoxian (= Joseon).

### Historiografía tradicional

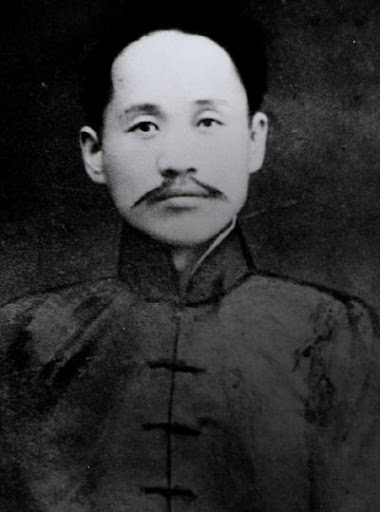
En su Nueva lectura de la historia (1908), Shin Chaeho (1880 – 1936) negó el papel civilizador de Gija en Corea, porque el origen chino de Gija iba en contra de la reinterpretación de Shin de la historia coreana como la historia del minjok (nación) coreano definido racialmente.

## En textos chinos antiguos